# Одесская операция (1920)
Одесская операция (11 января — 8 февраля 1920) — наступательная операция Юго-Западного фронта (ком. А. И. Егоров) РККА против Вооруженных сил Юга России (ком. Н. Н. Шиллинг) во время Гражданской войны в России.
17 января войска РККА оккупировали Кривой Рог и Апостолово.
24 января оккупировали Елисаветград.
25 января захватили Умань.
В конце января были взяты Херсон, Николаев и Вознесенск.
3 февраля были оккупированы Ольвиополь и Очаков.
6 февраля красноармейцы подошли к Одессе. Ранним утром 7 февраля они ворвались в город, а 8 февраля Одесса была полностью взята под контроль войсками Красной армии. Большую помощь во взятии города оккупационным частям красноармейцев оказали одесские рабочие, поднявшие по приказу ревкома восстание и захватившие рабочие районы Одессы ещё до подхода регулярных частей.

## Отряд Бредова
Группировка частей ВСЮР под командованием генерал-лейтенанта Бредова, которому генерал-лейтенант Шиллинг поручил командование всеми войсками на правобережной Украине, сопровождаемая многочисленными беженцами и эвакуируемыми гражданскими учреждениями, совершила беспримерный зимний переход, под постоянным давлением превосходящих сил красных, из района сосредоточения Тирасполь — Маяки в Польшу, получивший название Бредовский поход.

## Овидиопольский отряд
Гарнизон Одессы и другие части ВСЮР, ранее отступившие к городу, а также различные отряды «ополченцев», сформированные в Одессе для защиты от большевиков (т. н. «отряды полковника Стесселя, генералов Мартынова и Васильева», позднее объединившиеся в «Овидиопольский отряд»), в сопровождении многочисленного обоза — эвакуируемые гражданские учреждения Юга России, раненные, семьи офицеров Добровольческой армии, иностранцы, около шести сот кадет (большинство из которых младших классов — 10−12 лет) Одесского кадетского корпуса; (всего около 16 тысяч человек, но из них способных носить оружие не более 3-х тысяч) отступили из Одессы 7 февраля и отошли в район Гросс-Либенталь — Овидиополь, откуда намеревались выйти в Румынию. Но в Румынию впущены не были и оказались в «мешке» — так как красные части прорвались к Маякам и Тирасполю, и лишили «Овидиопольский отряд» возможности соединиться с «отрядом Бредова».
Спустя 5−7 дней эти остатки войск ВСЮР в Новороссии, не впущенные румынами на свою территорию (румыны не пустили к себе даже детей-кадет, обстреляв артиллерией кадетскую колонну, направляющеюся к ним по льду через Днестр), потеряв сотни людей от атак красной конницы, заградительного огня румынских войск, от мародеров из местных жителей, капитулировали (всего около 12-ти тысяч человек). При этом многие офицеры (например: ген. Васильев, барон Майдель) покончили с собой, предпочтя смерть большевистскому плену.

## В литературе
- Файтельберг-Бланк В.Р., Савченко В.А. Одесса в эпоху войн и революций. 1914-1920. — 1-е. — Одесса: Оптимум, 2008. — 336 с. — ISBN 978-966-344-247-1.

## В мемуарах
- Штейнманъ Ф. Архивъ русской революціи // Отступленіе отъ Одессы (январь 1920 г.) / Под ред. И. В. Гессена. — 1-е изд. — Берлин: Slowo-Verlag, 1921. — Т. II. — С. 87 — 97. — 228 с.
- Яконовский Е. М. Кандель. — Париж, 1952.
- Росселевич, А. М. Отход Одесского кадетского корпуса на румынскую границу в 1920 году // Кадетские корпуса за рубежом, 1920—1945 : Сборник. — Монреаль, б. г.

## В художественной литературе
- Шульгин В.В. 1920 год. Очерки. — Ленинград: Рабочее издательство Прибой, 1927. — 296 с.